# Kloster Cercanceaux
Das Kloster Cercanceaux (Sacra cella) ist eine ehemalige Zisterziensermönchsabtei in der Gemeinde Souppes-sur-Loing im Département Seine-et-Marne der Region Île-de-France (Frankreich). Es liegt rund 16 Kilometer südwestlich von Nemours im Tal des Loing.

## Geschichte
Das 1181 von dem Marschall von Frankreich Henri Clément gestiftete und von König Philipp August von Frankreich bestätigte Kloster war eine Tochtergründung des Klosters La Cour-Dieu aus der Filiation von Kloster Cîteaux. Es fiel 1514 in Kommende. Während der Französischen Revolution wurde das Kloster aufgelöst und anschließend weitgehend abgebrochen. Seit 1794 bestand eine Papierfabrikation, die erst 1926 eingestellt und um einige hundert Meter verlegt wurde. Heute besteht in der Abtei ein gastronomischer Betrieb. Seit 1926 ist die Anlage als Monument historique klassifiziert.

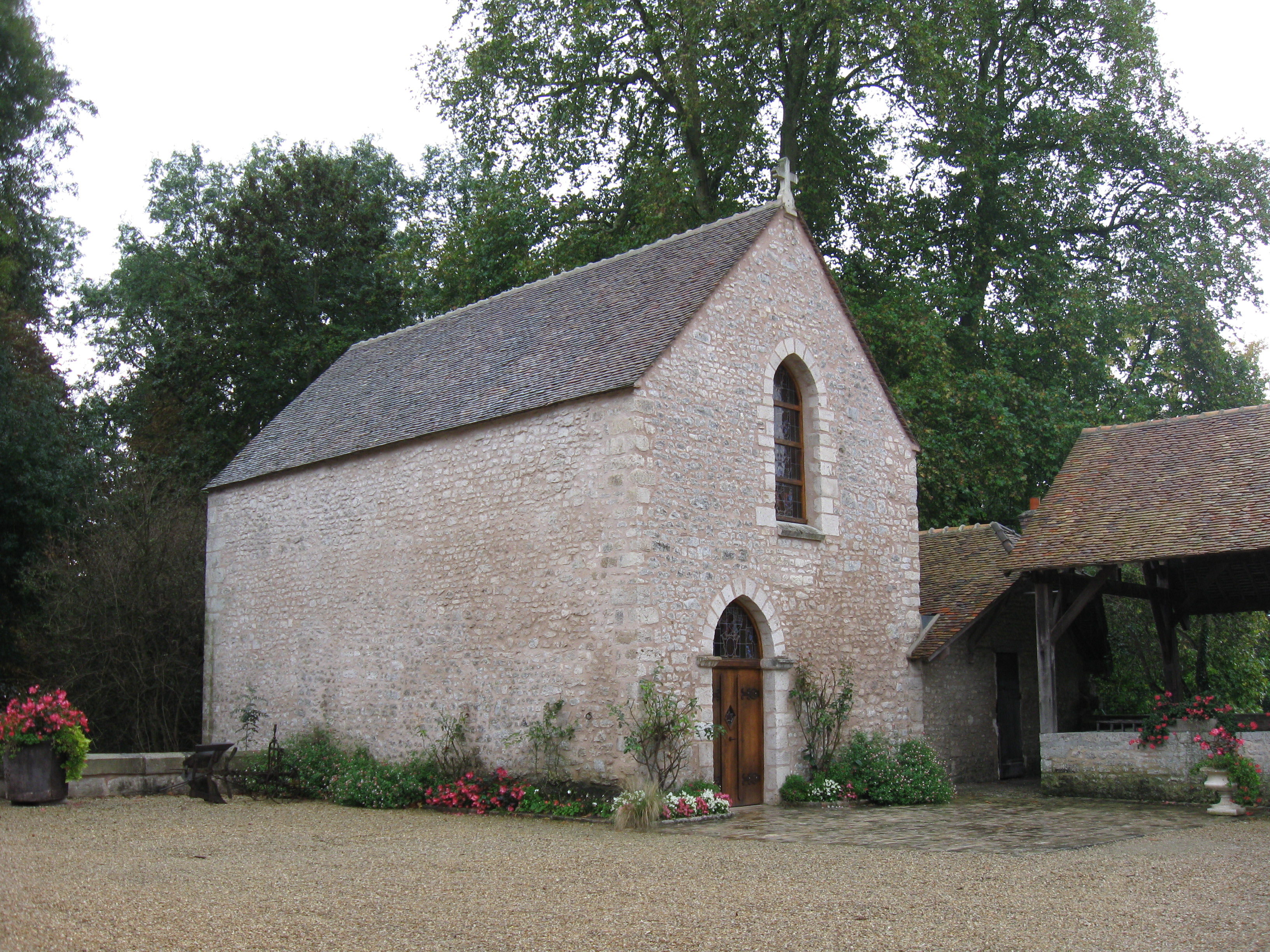
Mittelalterliche Abtskapelle

## Bauten und Anlage
Erhalten sind die Zehntscheune, das Mönchsgebäude, die mittelalterliche Abtskapelle, der Fischteich, die Kelter, der Park und der Garten.